# Scorzonera inconspicua
Scorzonera inconspicua là một loài thực vật có hoa trong họ Cúc. Loài này được Lipsch. ex Pavl. miêu tả khoa học đầu tiên năm 1933.